# Дитрих I фон Брена

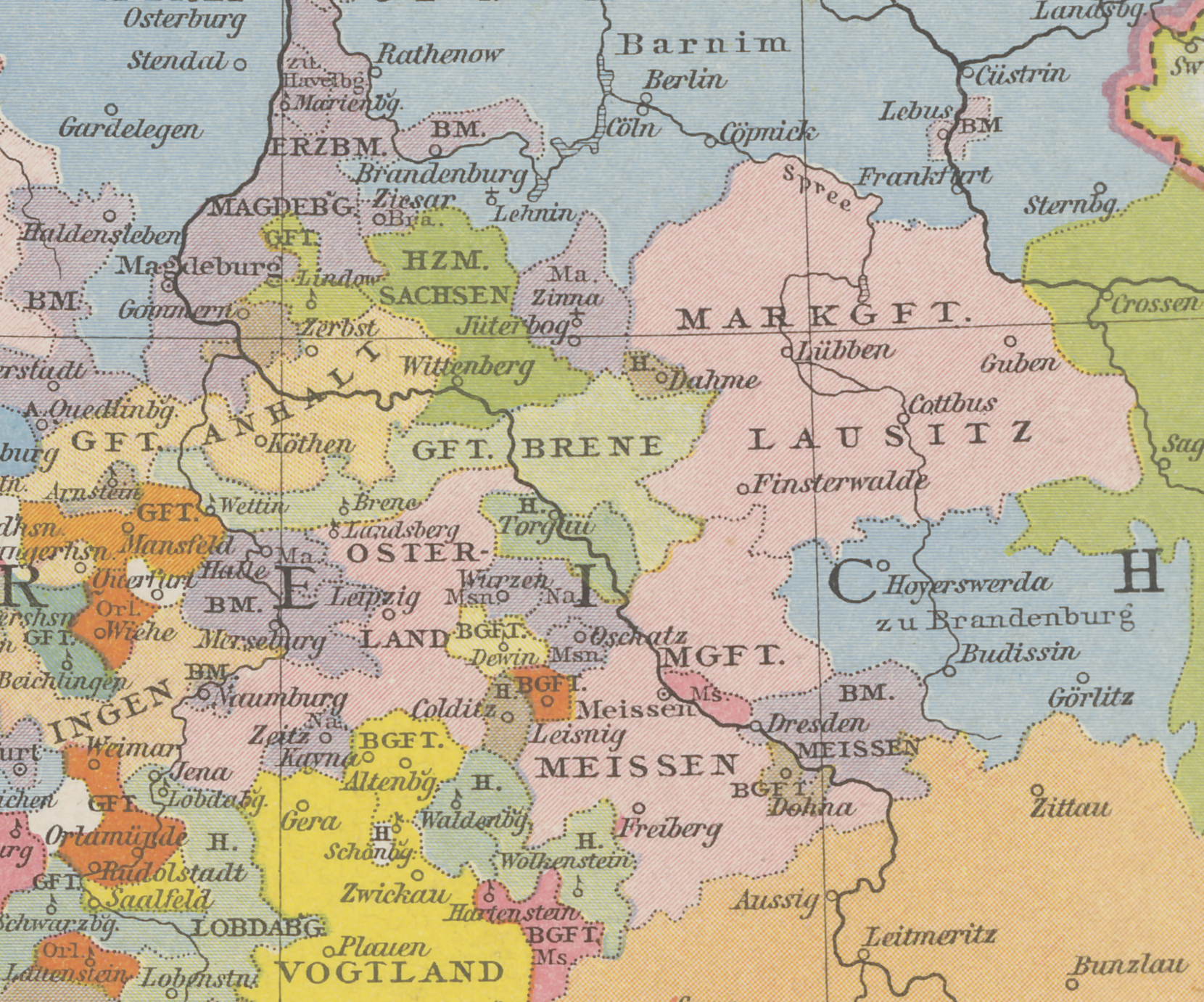
Графство Брена и окрестные владения

Дитрих I (нем. Dietrich I von Brehna; 1215/1218 — 1266/11 июля 1267) — граф Брены из рода Веттинов.
Сын Фридриха II фон Брена-Веттин и его жены Юдит фон Цигенхайн.
В 1221 году наследовал часть владений отца, а в 1234 году — и долю старшего брата — Оттона II, умершего бездетным.
Поскольку Оттон был объявлен совершеннолетним в 1231 году (перед женитьбой), то значит Дитрих I как младший брат родился в период 1215/1218.
Известен многочисленными пожертвованиями монастырю Добрилюгк (Dobrilugk), которому в 1240 году отдал деревню Градитц.

## Семья
Жена — Евдоксия Мазовецкая, дочь мазовецкого князя Конрада I и его жены Агафьи Святославовны Новгород-Северской. Дети:
- Оттон III (ум. до 1292) — граф фон Веттин. В 1288 упоминается как канонник в Магдебурге.
- Конрад I (ум. 1277/78) — граф фон Брена
- Дитрих II (ум. 1272) — рыцарь ордена тамплиеров. Получил от отца Мюхельн и Дёблиц.
- Генрих (ум. 1302), канонник в Магдебурге
- Ютта (ум. 1269/73), муж — Мстивой II, князь Поморья
- Гедвига, аббатиса в Гербштедте.